# زنبورهای تارتنک‌گیر
زنبورهای تارتنک‌گیر (نام علمی: Pompilidae) تیره‌ای از راسته پرده‌بالان هستند. این تیره دارای ۶ زیرخانواده است که مجموعاً" ۵۰۰۰ گونه دارد. زنبورهای تارتنک‌گیر عنکبوت‌ها را شکار می‌کنند و در سرتاسر جهان پراکنده هستند.